# Leymus altus
Leymus altus är en gräsart som beskrevs av Da Fang Cui. Leymus altus ingår i släktet strandrågssläktet, och familjen gräs. Inga underarter finns listade i Catalogue of Life.